# Grêmio Esportivo Mogiano
Grêmio Esportivo Mogiano é um clube esportivo brasileiro fundado em 1984,[carece de fontes?] com sede no bairro Socorro, em Mogi das Cruzes, SP.
Sua principal atividade é o futsal, onde disputa a Liga Paulista de Futsal Nesse esporte, já obteve o título da LMF, da Taça da Cidade, além de diversos títulos das categorias de base.
Durante algum tempo, o Mogi das Cruzes Basquete atuou utilizando sua razão social.